# Götzenliest

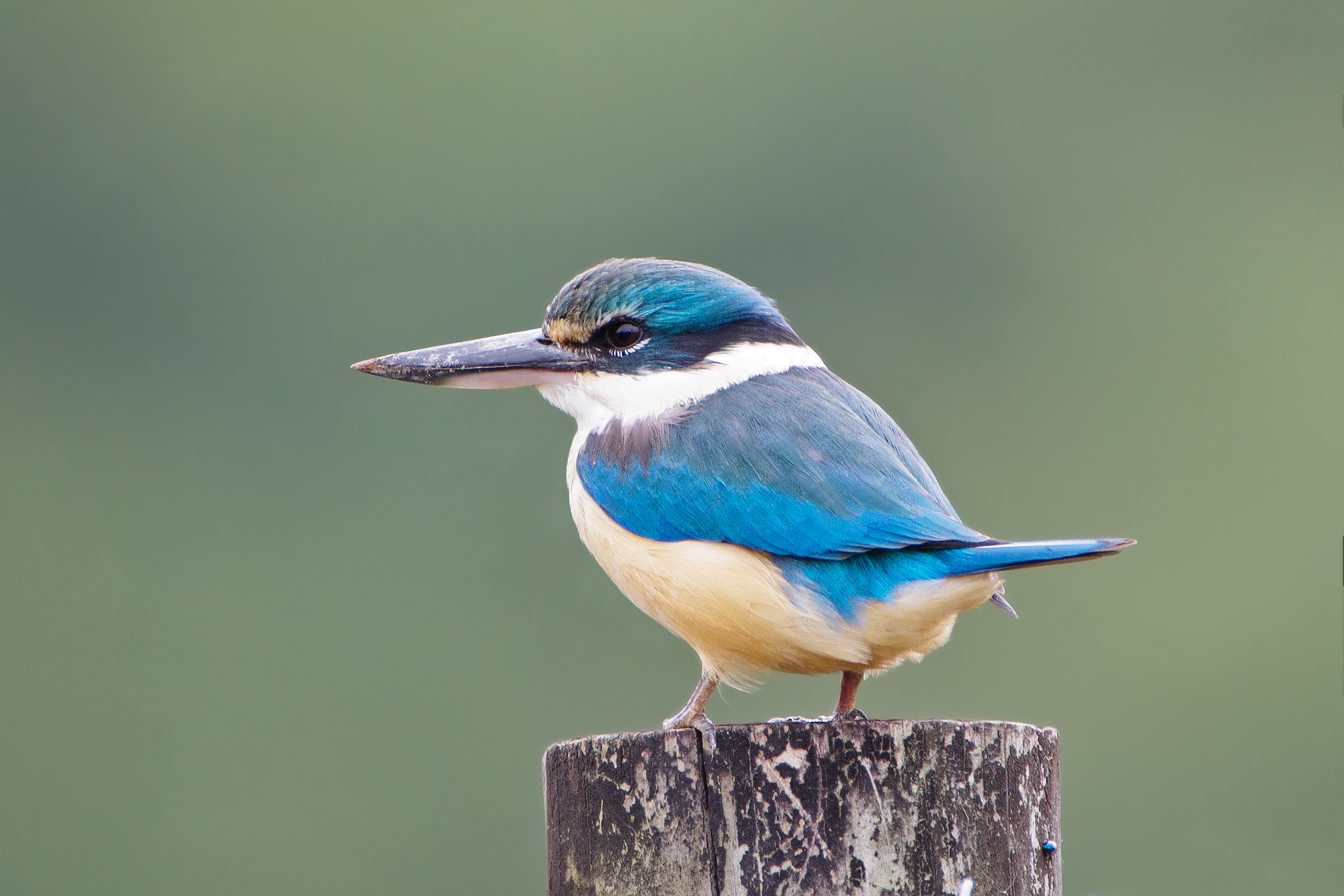
Götzenliest, Wonga, Queensland

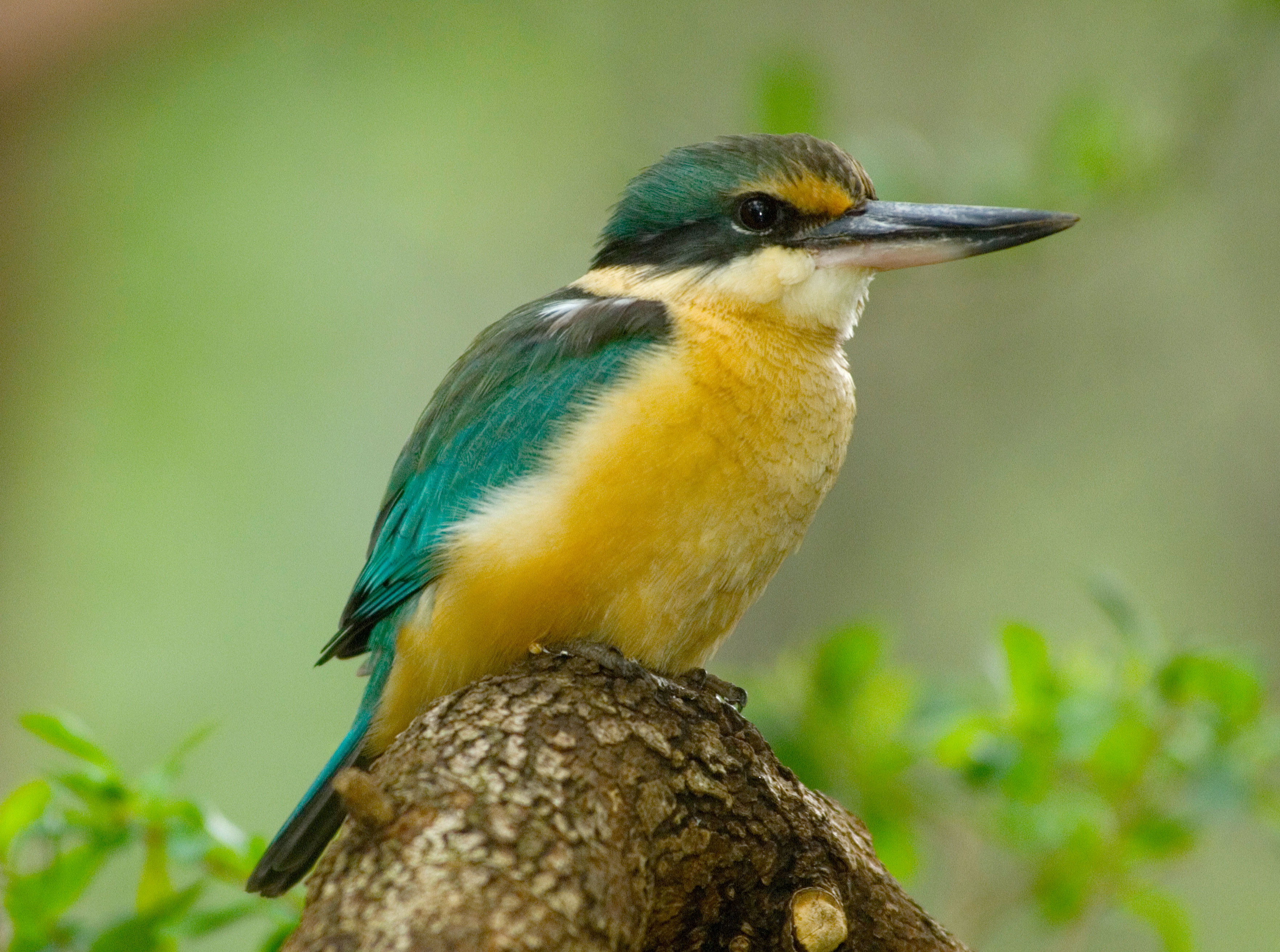
Götzenliest, Brisbane, Australien

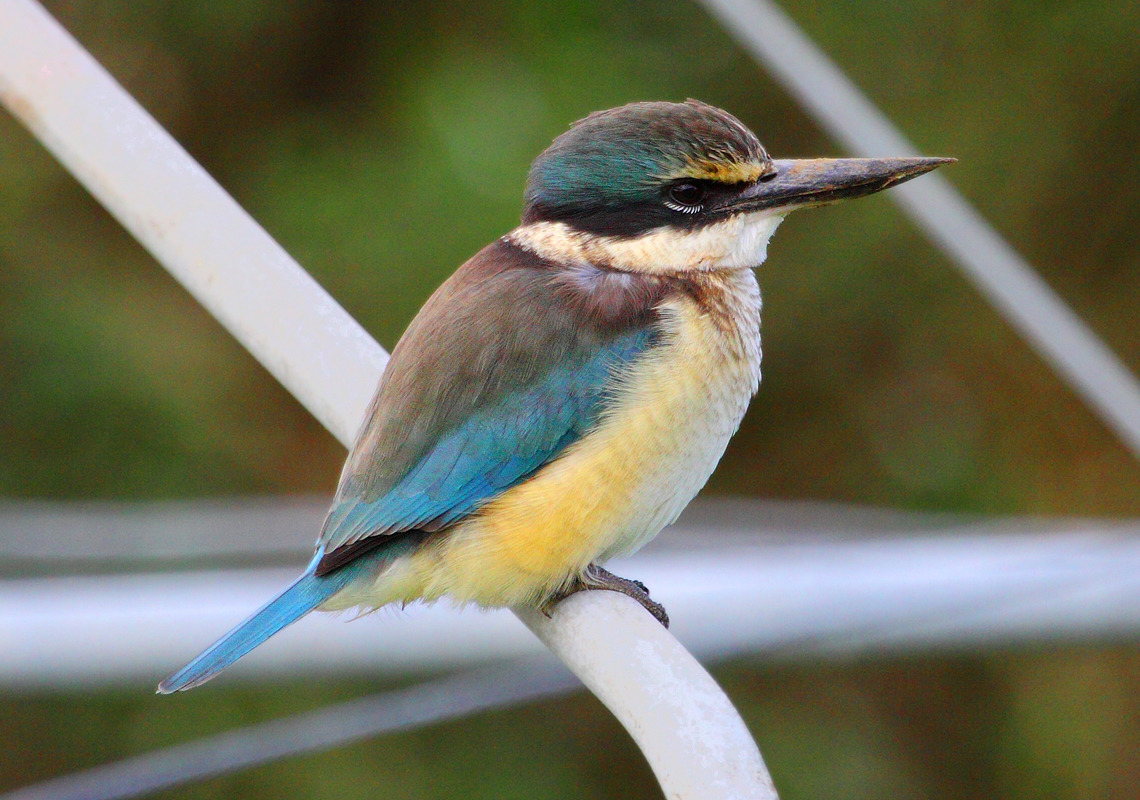
Götzenliest, Neuseeland

Der Götzenliest (Todiramphus sanctus) ist eine in Australien, Neuseeland und dem Westpazifik-Raum lebende Art der Eisvögel. In Australien ist er die häufigste Art der kleinen Eisvögel, der lediglich in den australischen Wüsten und im Inneren der Regenwälder fehlt. Er ist in großen Teilen seines Verbreitungsgebietes ein Zugvogel.
Die IUCN stuft die Bestandssituation des Götzenliest als ungefährdet (least concern) ein.

## Merkmale
Der Götzenliest wird 19–23 cm lang und 65 g schwer.
Das Gefieder ist am Rücken, am Scheitel, an den Flügeln und am Schwanz türkisblau, auf der Brust und am Bauch weiß und am Nacken cremefarben. Der Vogel hat einen Breiten, dunklen Augenstreifen. Außer in der Paarungszeit lebt der Vogel alleine.

## Verwechselungsmöglichkeiten
Im Verbreitungsgebiet des Götzenliest kommen eine Reihe von Eisvögeln vor. Auf Grund des cremefarbenen Streifens im Nacken ist er jedoch einfach von den meisten anderen Arten zu unterscheiden. Er teilt dieses Merkmal nur mit dem Haubenliest und dem Rotbürzelliest. Der Halsbandliest ist deutlich größer und hat einen deutlich kräftigeren Schnabel. Mehrere Unterarten des Halsbandliest sind außerdem auf der Körperunterseite weiß und nicht ocker- oder isabellfarben wie der Götzenliest.

## Vorkommen
Der Götzenliest lebt in Melaleuca-, Mangroven- und Eukalyptuswäldern in Australien, Neuguinea, Tasmanien, Neuseeland und Neukaledonien.
Im Südwinter wandert die Art etwas nördlich. Einige Individuen sind jedoch Standvögel. So überwintern regelmäßig einige der Eisvögel regelmäßig in den Mangrovensümpfen in der Nähe von Sydney. Während ihres Zuges erreichen sie gelegentlich Borneo. Als Irrgäste sind sie auch auf Bangka und im Osten von Sumatra anzutreffen. Ihre Wanderungen führen zum Teil sehr weit. Ein im australischen New South Wales beringter Götzenliest wurde 2700 Kilometer weiter nördlich auf den Trobriand-Inseln wiedergefunden. Wanderungen von bis zu 4000 Kilometer werden für möglich gehalten.
Der Götzenliest ist in Australien ein weit verbreiteter und häufiger Eisvogel. Er kommt überall dort vor, wo die Sommerregenfälle 50 Milliliter Niederschlag übersteigen. Seine Höhenverbreitung reicht bis 1800 Höhenmeter. Als Überwinterungsgebiete präferieren sie Gebiete mit einem sehr schütteren Baumbestand und kurzem Graswuchs. Sie sind häufig an Waldrändern sowie an Straßenrändern zu finden, wenn diese durch Wald führen.
Der Lebensraum in Neuseeland entspricht dem in Australien sehr weitgehend. Sie sind hier jedoch durchgehend Standvögel, die lediglich im Winterhalbjahr in niedrigere Höhenlagen wechseln.

## Nahrung
Der Götzenliest jagt meistens am Land und nur selten im Wasser. Er ernährt sich von Reptilien, hauptsächlich Eidechsen, von großen Insekten und von ihren Larven, Schalentieren und selten von Fischen. Auch kleine Säugetiere und Vögel werden nicht verschmäht.

## Fortpflanzung
Der Götzenliest brütet hauptsächlich von September bis Dezember, wenn die Bedingungen gut sind gelegentlich auch bis März. Gewöhnlich wird zweimal im Jahr gebrütet.
Beide Partner graben die Bruthöhle entweder in einem Termitenhügel, in einem hohlen Ast oder in eine Sandbank, bebrüten die drei bis sechs Eier und sorgen für die Jungtiere.
Die Jungen, die nach 18 Tagen schlüpfen, verlassen das Nest nach weiteren 26 Tagen.

## Einzelbelege
1. ↑   Strahan: Cuckoos, Nightbirds & Kingfishers of Australia. S. 150.
2. ↑   Todiramphus sanctus in der Roten Liste gefährdeter Arten der IUCN 2016.1. Eingestellt von: BirdLife International, 2016. Abgerufen am 18. Dezember 2016.
3. ↑  C. Hilary Fry, Kathie Fry, Alan Harris: Kingfishers, Bee-Eaters, & Rollers. S. 185.
4. 1 2 3 4  C. Hilary Fry, Kathie Fry, Alan Harris: Kingfishers, Bee-Eaters, & Rollers. S. 186.
5. ↑  C. Hilary Fry, Kathie Fry, Alan Harris: Kingfishers, Bee-Eaters, & Rollers. S. 187.